# Jadwiga Przemyślidka (zm. 1211)
Jadwiga (ur. 1154–1162 r., zm. 19 lutego 1211 r.).
Jadwiga była córką Dypolda I i siostrą Dypolda II.
W latach 1165–1175 poślubiła Fryderyka hrabiego Breny (ur. 1142–1145 r., zm. 4 stycznia 1182 r.) z dynastii Wettynów, szóstego, najmłodszego syna margrabiego Miśni Konrada Wielkiego i Luitgardy z Elchingen (Ravenstein). 